# روسيا وصراع إسرائيل وإيران بالوكالة
روسيا وصراع إسرائيل وإيران بالوكالة هو السياسة الخارجية الروسية في الشرق الأوسط خلال أوائل العقد الأول من القرن الحادي والعشرين في ضوء صراع إسرائيل وإيران بالوكالة.

## الخلفية
بعد عام 2001 كثفت حكومة فلاديمير بوتين تورط روسيا في المنطقة ودعمت البرامج النووية الإيرانية وسامحت سوريا في 73٪ من ديونها البالغة 13 مليار دولار.
في مقال له في 10 سبتمبر 2004 عن آفاق الشرق الأوسط للسياسة الخارجية الروسية: عودة روسيا إلى واحدة من المناطق الرئيسية في العالم كتب ميخائيل مارجيلوف رئيس مجلس العلاقات الخارجية للاتحاد الروسي:
وفقا لموجز مارس 2007 بعنوان السياسة الروسية الجديدة في الشرق الأوسط: العودة إلى بسمارك؟ قال أريل كوهين (معهد الشؤون المعاصرة):

## المخطط الزمني

### محادثات روسيا وحماس 2006
بدأت المحادثات بين روسيا وحركة حماس في 3 مارس 2006 عندما اجتمع وزارة خارجية الاتحاد الروسي سيرغي لافروف مع خالد مشعل زعيم حماس لمناقشة مستقبل عملية السلام الإسرائيلية الفلسطينية بعد أن أصبحت حماس أغلبية في المجلس التشريعي للسلطة الوطنية الفلسطينية بعد أن فاز بأغلبية المقاعد في الانتخابات. أدرجت حماس في قائمة المنظمات الإرهابية من قبل أستراليا وكندا والاتحاد الأوروبي وإسرائيل واليابان والمملكة المتحدة والولايات المتحدة وهو محظور في الأردن.
في 10 فبراير 2006 قال عضو البرلمان الأسباني للرئيس الروسي فلاديمير بوتين وفقا لصحفي كورمسانت أندريه كولسنيكوف أن بوتين لا يعتبر حماس منظمة إرهابية.
أغضبت وجهة نظر إضفاء الشرعية على حماس بعض المسؤولين الإسرائيليين. اتهم وزير الدولة مئير شتريت بوتين ب«طعن إسرائيل في الخلف». بعد اتصال رئيس الوزراء الإسرائيلي المؤقت إيهود أولمرت مع بوتين فقد خفف الموقف الإسرائيلي بعض الشيء.
في مقابلة مع صحيفة نيزافيسيمايا غازيتا الروسية نشرت في 13 فبراير 2006 قال مشعل أن حماس ستوقف مؤقتا الكفاح المسلح ضد إسرائيل إذا اعترفت بحدود 1967 وانسحبت من جميع الأراضي الفلسطينية (بما في ذلك الضفة الغربية وقطاع غزة والقدس الشرقية). رفض الاعتراف بخارطة طريق السلام التي أقرتها اللجنة الرباعية حول الشرق الأوسط في يونيو 2003 لأن أحدا لا يحترمها. توقعت خريطة الطريق إقامة دولة فلسطينية مستقلة في عام 2005.
بعد انتصار حماس في يناير 2006 أعلن الاتحاد الأوروبي أن المساعدات المستقبلية للفلسطينيين مرتبطة بالمبادئ الثلاثة التي حددها المجتمع الدولي:
- يجب على حماس التخلي عن العنف.
- يجب على حماس أن تعترف بحق إسرائيل في الوجود.
- يجب على حماس أن تعرب عن تأييدها الواضح لعملية السلام في الشرق الأوسط على النحو المبين في اتفاقيات أوسلو.

خلال المحادثات التي جرت في مارس 2006 دعا لافروف حماس إلى الامتثال للالتزامات السابقة التي وقعتها منظمة التحرير الفلسطينية وكرر هذه المتطلبات الثلاثة لكن حماس رفضت.
في 7 مارس أعربت روسيا عن أملها في أن تنظر حماس في دعم خريطة الطريق بمبادرة السلام العربية التي اقترحتها المملكة العربية السعودية ولكنها لم تتحقق. قال المتحدث باسم إسرائيل: «إن حماس لم تقبل أي من هذه المبادئ... لذلك لا أعرف أين (روسيا) تثير تفاؤلها من حماس بتغيير طرقها».
قال رئيس السلطة الوطنية الفلسطينية محمود عباس أنه سيعارض إقامة دولة فلسطينية ذات حدود مؤقتة وزيادة انسحاب إسرائيل من جانب واحد.
أثارت الدعوة والمحادثات جدلا حيث تم استجواب نوايا روسيا في تغيير وجهات نظرها تجاه الصراع الإسرائيلي الفلسطيني في الغرب.

### المساعدات التقنية والعسكرية والدبلوماسية الروسية لإيران
في الوقت الراهن هناك مخاوف من أن إسرائيل ستهاجم إيران على نحو استباقي لأن برنامج إيران النووي يمكن أن يستخدم في نهاية المطاف لإنتاج أسلحة نووية. تقدم روسيا المساعدة التقنية للبرنامج النووي الإيراني وتزودها بالأسلحة وتعطيها دعما دبلوماسيا في الأمم المتحدة.
في يناير 2007 أعرب المسؤولون الإسرائيليون عن «قلقهم الشديد» إزاء بيع روسيا لصواريخ متطورة مضادة للطائرات إلى إيران. حذروا من أنهم «يفهمون أن هذا تهديد يمكن أن يعود إليهم أيضا». قبل زيارة رئيس الوزراء إيهود أولمرت إلى روسيا صوتت الحكومة الإسرائيلية على الاعتراف بمطالبة روسيا بفناء سيرجي في وسط القدس. زعمت روسيا أن الموقع الذي سمي باسم ابن تسار روسي باسم الكنيسة الأرثوذكسية الروسية. قال أولمرت أنه سيحث موسكو على عدم بيع أسلحة متطورة لأعداء إسرائيل. إيران مهتمة بشراء صواريخ مضادة للطائرات يمكن أن تشل أي ضربة عسكرية ضد برنامجها النووي. تخشى إسرائيل أيضا أن تبيع موسكو نفس نظام الدفاع الصاروخي. كثيرا ما دعا الرئيس الإيراني محمود أحمدي نجاد إلى تدمير إسرائيل وتشتبه إسرائيل في أنه يعتزم تنفيذ هذا الهدف من خلال تطوير قنابل نووية بمساعدة محطة نووية روسية الصنع. تقول إيران أن برنامجها النووي هو للأغراض السلمية. تقول إيران إنها تعتزم شراء صواريخ مضادة للطائرات من طراز S-300 متقدمة من روسيا يمكنها الكشف عن الطائرات المرسلة لتدمير منشآتها النووية. تفيد التقارير أن سوريا التي تدعم حزب الله الذي حارب إسرائيل في لبنان في عام 2006 طلبت شراءها أيضا. لم تؤكد روسيا التقارير. إلا أن وزير الخارجية الروسي سيرغي لافروف قال في وقت سابق أن حكومته مستعدة لبيع السلاح السوري بطابع دفاعي. تزعم إسرائيل أن الصواريخ الروسية التي بيعت إلى سوريا نقلت إلى حزب الله في حرب عام 2006 بيد أنها لم تتهم روسيا بتسليح مجموعة الميليشيات بشكل مباشر. بعد أربعة عقود من العداء في الحرب الباردة تحسنت العلاقات بين موسكو وإسرائيل بشكل ملحوظ بعد تفكك الاتحاد السوفيتي في عام 1991. إسرائيل هي أيضا موطن لأكثر من مليون مهاجر سوفيتي.
لكن موقف موسكو من إيران ومبيعات الأسلحة إلى سوريا قد توترت على ما يبدو بعلاقات متوترة وكذلك مبيعات الأسلحة الإسرائيلية إلى جورجيا. في الواقع في حين أن روسيا هاجمت جورجيا في أغسطس 2008 كان الروس وصلوا إلى أسرار الاتصالات من الطائرات بدون طيار الإسرائيلية التي بيعت على جورجيا من قبل مما يشير إلى التعاون العسكري المخطط مسبقا بين إسرائيل وروسيا.

### اتصالات مع حزب الله
وكالات المخابرات الروسية لديها تاريخ من الاتصالات مع المنظمات الشيعية اللبنانية مثل حركة أمل وحزب الله ولعبت الأسلحة الروسية المضادة للدبابات دورا هاما في عمليات حزب الله ضد قوات الجيش الإسرائيلي خلال حرب لبنان 2006. زعم أن صواريخ فجر-1 وفجر-3 الروسية وصواريخ أت-5 سباندريل الروسية المضادة للدبابات وصواريخ كورنيت المضادة للدبابات قد زودت لحزب الله من خلال سوريا وإيران وتم نقل مفرزات مديرية المخابرات الرئيسية من الشيشان إلى لبنان بشكل مستقل عن قوة الأمم المتحدة المؤقتة في لبنان لحراسة المهندسين العسكريين الروس (المرسلين إلى لبنان لاستعادة الطرق المتضررة) وتحسين صورة موسكو في العالم العربي والإسلامي.

## قائمة الجماعات الإرهابية الدولية التي جمعتها روسيا
تضم القائمة الروسية للإرهاب الدولي التي نشرت في صحيفة روسيسكايا غازيتا الرسمية يوم 28 يوليو 2006 سبع عشرة جماعة إرهابية. شملت تنظيم القاعدة وطالبان ولشكر طيبة وجماعة الإخوان المسلمين المحظورة في مصر فضلا عن الجماعات المرتبطة بالمسلحين الانفصاليين في الشيشان والراديكاليين الإسلاميين في آسيا الوسطى ولكنهم أغفلوا حماس وحزب الله. قال يوري سابونوف المسؤول الأول في جهاز الأمن الاتحادي الروسي المسؤول عن مكافحة الإرهاب الدولي إن القائمة تشمل فقط المنظمات التي تمثل أكبر تهديد لأمن بلادنا.

## العلاقات العسكرية والدبلوماسية الروسية مع إسرائيل
التقى الرئيس الروسي فلاديمير بوتين مع قادة إسرائيل والسلطة الوطنية الفلسطينية خلال زيارة إلى المنطقة في يونيو 2012. خلال الزيارة كان أحد المضيفين الإسرائيليين البارزين هو وزير الخارجية في البلاد افيغادور ليبرمان المعروف بشعبيته بين مجتمع كبير من الروس الإسرائيليين كما سارع المعلقون العرب إلى الإشارة إلى كيفية القيام بهذه الزيارة مؤشرا على توثيق التعاون الروسي - الإسرائيلي في مجال الطاقة والتكنولوجيا العسكرية الذي سيؤدي إلى كسر في تحالف العرب والروس منذ فترة طويلة.

## الروابط الخارجية
- أمريكا، روسيا، والشرق الأوسط الكبير. التحديات والفرص نسخة محفوظة 8 يناير 2011 على موقع واي باك مشين. عن جيفري كيمب أند بول سوندرز (ذي نيكسون سينتر) نوفيمبر 2003
- روسيا في الشرق الأوسط: هل بوتين يضع إستراتيجية جديدة؟ من قبل الدكتور روبرت فريدمان (معهد الشرق الأوسط) 10 فبراير 2005
- ينفي بوتين روسيا المزعزعة للاستقرار في الشرق الأوسط نسخة محفوظة 12 يناير 2008 على موقع واي باك مشين. من قبل جيمس روز (التايمز أون لاين) 28 أبريل 2005
- روسيا في الشرق الأوسط (مكتبة الكونغرس الأمريكية. دراسات قطرية)
- الماضي كما مقدمة. روسيا: تقدم موسكو نفسها ك «وسيط» جديد في الشرق الأوسط من قبل أوين ماثيوز (نيوزويك الدولية) 27 فبراير 2006
- الدب هو العودة. مغامرات روسيا الشرق أوسطية إيلان بيرمان (الاستعراض الوطني على الإنترنت) 18 فبراير 2005
- روسيا مستعدة للحوار مع حماس ميشال إلباز، سامي روزين، بافل سيمونوف. 3 فبراير 2006
- الشرق الأوسط وروسيا لعبة جديدة 15 فبراير 2006
- تحث موسكو حماس على التحول (بي بي سي)
- روسيا-حماس تغضب إسرائيل (بي بي سي)
- رويترز: روسيا تقول ان حماس مستعدة لتمديد وقف اطلاق النار نسخة محفوظة 22 سبتمبر 2007 على موقع واي باك مشين. (مع صور)
- ايه بي سي: روسيا تقيم محادثات حماس
- (بالروسية) ستانيسلاف بيلكوفسكي ريدل فلاديمير بوتين
- روسيا قد تشارك في نزاع الشرق الأوسط

## مزيد من القراءة
- الانجراف الخطير: سياسة الشرق الأوسط الروسية يوجين رومر (معهد واشنطن لسياسة الشرق الأدنى), 2000) (ردمك 0-944029-44-2)